# Riccardo Gabrielli R.
Riccardo Gabrielli R. (Böblingen, Alemania 22 de diciembre de 1982) es un director, guionista y productor de cine colombiano. Ha dirigido las películas Cuando rompen las olas, La lectora y CINCO.

## Biografía
Tras asistir al Colegio Andino durante su niñez, se trasladó a Estados Unidos en donde estudió dirección de Cine, Guion y Actuación en la Universidad de California. Por esa época escribió, actuó y dirigió en varios de sus propios cortometrajes. En el circuito de realización norteamericana, fue donde su carrera como realizador cinematográfico comenzó. Allí trabajó en diferentes posiciones en algunas series y largometrajes.
Regresó al país en el 2004 para rodar su primer largometraje Cuando rompen las olas. Esta producción se estrenó en el año 2006 y fue protagonizada por Alejandra Borrero, Sara Corrales, Diego Trujillo y el mismo Riccardo Gabrielli, entre otros.
Con su ópera prima, viajó por distintos circuitos de festivales y muestras internacionales, en los cuales fue contactado por Fox Telecolombia. Con esta empresa incursionó en la realización de series llevando así pautas cinematográficas a la televisión. Con esta productora dirigió en 2007 la serie Tiempo final con actores como David Carradine.
Riccardo dirigió los telefilmes La beca, Los fantasmas del DAS y La pócima (remake de la película 27 horas con la muerte del denostado director colombiano Jairo Pinilla).
Más adelante continuó con las series Sin retorno, Mentes en shock, La mariposa y  El capo.
Bajo su mando también se realizaron las series Lynch temporada 1, 2 y 3; la segunda temporada de la serie El capo y Cumbia Ninja en sus temporadas 1, 2 y 3.
En el año 2012, escribió, produjo y dirigió su segundo largometraje La lectora. Esta película estuvo protagoniza por, entre otros: Carolina Guerra, Carolina Gómez, Diego Cadavid, Elkin Díaz, John Álex Toro y Juan Pablo Raba. Esta película supuso una revolución gracias a sus secuencias de acción. La historia es una adaptación de  la serie homónima del año 2002 protagonizada por Verónica Orozco y dirigida por Pepe Sánchez, basada a su vez en el libro de 2001 escrito por el periodista Sergio Álvarez Guarín.
En 2014 produjo y dirigió el cortometraje y teaser del cómic Zambo Dendé. Su tercer largometraje CINCO fue rodado en la ciudad de Nueva York ese mismo año, y estrenada en 2016. También se desempeñó como productor en Doble, película estrenada en el año 2018.

## Filmografía

### Películas
| Año  | Título                         | Director | Productor | Escritor | Notas                              |
| ---- | ------------------------------ | -------- | --------- | -------- | ---------------------------------- |
| 2006 | Cuando rompen las olas         | Sí       | Sí        | Sí       |                                    |
| 2007 | La beca                        | Sí       |           |          | Película para televisión           |
| 2007 | Los fantasmas del DAS          | Sí       |           |          | Película para televisión           |
| 2008 | Tiempo final                   | Sí       |           |          | Serie de televisión (17 episodios) |
| 2008 | La pócima                      | Sí       |           | Sí       | Película para televisión           |
| 2009 | Sin retorno                    | Sí       |           |          | Serie de televisión (10 episodios) |
| 2011 | La mariposa                    | Sí       |           |          | Serie de televisión                |
| 2012 | La lectora                     | Sí       | Sí        | Sí       |                                    |
| 2013 | Lynch                          | Sí       |           |          | Serie de televisión (6 episodios)  |
| 2015 | Las tetas de mi madre          |          | Sí        |          | Coproductor                        |
| 2016 | CINCO                          | Sí       | Sí        | Sí       |                                    |
| 2017 | LaManCave                      | Sí       |           | Sí       | Serie de televisión                |
| 2017 | Zambo Dende: Predictable night | Sí       |           | Sí       | Cortometraje                       |
| 2018 | Doble                          |          |           | Sí       |                                    |